# Unió Sionista
La Unió Sionista (en hebreu: המחנה הציוני) (transliterat: Hamachane Hatzioni) és una coalició formada pel Partit Laborista Israelià, de centre esquerra, i per la formació centrista Ha-Tenuà per participar en les Eleccions legislatives d'Israel de 2015.
El líder laborista Isaac Herzog és el cap de llista, tot i que hi ha altres cares conegudes com a Tzipi Livni, que es presenta amb l'objectiu de crear una llista conjunta per a participar en les eleccions legislatives d'Israel del 17 de març de 2015.

## Història
El Partit Laborista Israelià i la formació Ha-Tenuà varen acordar el 10 de desembre de 2014 la creació d'una llista conjunta. La llista fou establerta per a crear una gran coalició electoral de centre-esquerra, amb l'objectiu de liderar el govern. La líder de la formació Ha-Tenuà, Tzipi Livni, va senyalar que altres partits també formarien part de la Coalició electoral.
El Moviment Verd també donà suport a la coalició i el seu líder Yael Cohen Paran ocupà el 25è lloc de la llista (en un lloc que era reservat per a membres de Ha-Tenuà).
Livni i el líder laborista Isaac Herzog inicialment van assenyalar que si la coalició electoral aconseguia prou escons per a liderar el proper govern, rotarien en el càrrec de Primer Ministre, amb Herzog durant la primera meitad del mandat de quatre anys de durada, fins l'elecció d'una nova Kenésset, i amb Livni com a Primer Ministre, durant la segona meitat del mandat parlamentari, tot i que Livni va anunciar el dia 16 de març, que Herzog tindria el càrrec de Primer Ministre.

## Plataforma
Els afers clau per al partit polític de la Unió Sionista, son solucionar els problemes econòmics, com ara la manca d'habitatges, i la bretxa social entre els rics i els pobres, reiniciar les converses de pau amb els palestins, i reparar els lligams diplomàtics amb els Estats Units.